# Conus acutus
Conus acutus é uma espécie de gastrópode do gênero Conus, pertencente a família Conidae.